# Himmerfjärden
59°1′N 17°44′Ø / 59.017°N 17.733°Ø
Himmerfjärden er en fjord eller vig mellem Mörkö og Södertörn i Stockholms sydlige skærgård. Fjorden er en vigtig transportvej da store dele af godstrafikken fra Mälaren ud i Østersøen går via Södertälje kanal og videre i Himmerfjärden. Den har et areal på 30,5 km², en gennemsnitdybde på 15 m, men er 44 meter på det dybeste sted.
Meget af spildevandet fra sen sydlige del af Storstockholm ledes ud i Himmerfjärden efter at være renset i Himmerfjärdsverket.

## Eksterne kilder og henvisninger
- Himmerfjärden VISS